# Saarbrücken Hauptbahnhof
Saarbrücken Hauptbahnhof – stacja kolejowa w Saarbrücken, w kraju związkowym Saara, w Niemczech. Stacja ma 4 perony. Powstała w 1852 jako Bahnhof St. Johann-Saarbrücken. Przebudowana w latach 2006-2007 dla ICE.